# NGC 1466
NGC 1466 (również ESO 54-SC16) – gromada kulista znajdująca się w gwiazdozbiorze Węża Wodnego. Należy do Wielkiego Obłoku Magellana, choć położona jest daleko od jego centrum. Odkrył ją John Herschel 26 listopada 1834 roku.
W gromadzie tej odkryto 62 gwiazdy zmienne, większość z nich to zmienne typu RR Lyrae.